# Шабанн, Жак I де
Жак I де Шаба́нн де Ла Пали́с (фр. Jacques Ier de Chabannes de La Palice; 1400 год — 20 октября 1453 года) — французский аристократ и военный деятель XV века; королевский советник и коннетабль; главный распорядитель французского двора при Карле VII (1451—1453). Старший брат Антуана де Шабанн (1408—1488).
Отличаясь храбростью, участвовал почти во всех битвах конца Столетней войны (1428—53). В 1453 году был ранен в битве при Кастильоне; скончался от ранения 20 октября в фр. Château de Curton.